# EHF Champions League der Männer 2025/26
Die EHF Champions League 2025/26 ist die 66. Austragung der EHF Champions League der Männer. An ihr nehmen 16 Vereinsmannschaften teil, Veranstalter ist die Europäische Handballföderation (EHF). Titelverteidiger aus der Vorsaison ist der SC Magdeburg.

## Mannschaften
Die Startberechtigung für die EHF Champions League resultiert aus den nationalen Meisterschaften (siehe EHF-Rangliste). Die zehn so gesetzten, national qualifizierten Teams sind RK Zagreb, Aalborg Håndbold, FC Barcelona, Paris Saint-Germain, Füchse Berlin, SC Magdeburg, One Veszprém, Wisła Płock, Sporting Lissabon und Dinamo Bukarest.
Für die weiteren sechs Startplätze bewarben sich neun Vereine: GOG, HBC Nantes, OTP Bank-Pick Szeged, RK Eurofarm Pelister, Kolstad Håndball, Industria Kielce, FC Porto, RD LL Grosist Slovan und Kadetten Schaffhausen. Die EHF vergab die freien Plätze an GOG, HBC Nantes, OTP Bank-Pick Szeged, RK Eurofarm Pelister, Kolstad Håndball und Industria Kielce.
Die Auslosung der 16 Mannschaften auf die zwei Gruppen wurde am 27. Juni 2025 durchgeführt.

## Modus
Die 16 Mannschaften spielen zunächst in der Gruppenphase in zwei Gruppen zu je acht Teams in Hin- und Rückspielen jeder gegen jeden.
Die vier Teams auf den Plätzen 1 und 2 der beiden Gruppen sind direkt für das Viertelfinale qualifiziert. Die acht Teams auf den Plätzen 3 bis 6 der Gruppen treten in K.O.-Spielen mit Hin- und Rückspiel gegeneinander an und ermitteln dabei vier weitere Teilnehmer des Viertelfinals. Im Viertelfinale treten die acht qualifizierten Teams in K.O.-Spielen mit Hin- und Rückspiel an und ermitteln vier Teilnehmer am EHF Final Four. Bei diesem, an einem Wochenende in der Kölner Lanxess Arena ausgetragenen Turnier, wird der Sieger der Champions League ermittelt.

## Turnierverlauf

### Gruppenphase
In der Gruppenphase wird in zwei Gruppen zu je acht Teams in Hin- und Rückspielen jeder gegen jeden gespielt. Die vier Teams auf den Plätzen 1 und 2 der beiden Gruppen sind direkt für das Viertelfinale qualifiziert, die acht Teams auf den Plätzen 3 bis 6 der Gruppen ermitteln in Play-off-Spielen vier weitere Teilnehmer des Viertelfinals.

#### Gruppe A
| Pl.                               | Verein            | Sp. | S | U | N | Tore  | Diff. | Punkte |
| --------------------------------- | ----------------- | --- | - | - | - | ----- | ----- | ------ |
| 1.                                | Aalborg Håndbold  | 0   | 0 | 0 | 0 | 00:00 | ±0    | 00:00  |
| 2.                                | Füchse Berlin     | 0   | 0 | 0 | 0 | 00:00 | ±0    | 00:00  |
| 3.                                | One Veszprém      | 0   | 0 | 0 | 0 | 00:00 | ±0    | 00:00  |
| 4.                                | Industria Kielce  | 0   | 0 | 0 | 0 | 00:00 | ±0    | 00:00  |
| 5.                                | HBC Nantes        | 0   | 0 | 0 | 0 | 00:00 | ±0    | 00:00  |
| 6.                                | Sporting Lissabon | 0   | 0 | 0 | 0 | 00:00 | ±0    | 00:00  |
| 7.                                | Dinamo Bukarest   | 0   | 0 | 0 | 0 | 00:00 | ±0    | 00:00  |
| 8.                                | Kolstad Håndball  | 0   | 0 | 0 | 0 | 00:00 | ±0    | 00:00  |
| Quelle: EHF, Stand: 10. Juli 2025 |                   |     |   |   |   |       |       |        |

| Mi., 10. September 2025 18:45 Uhr | Dinamo Bukarest |  | Sporting Lissabon | Polyvalent Hall, Bukarest |
| Mi., 10. September 2025 18:45 Uhr |                 |  |                   | Polyvalent Hall, Bukarest |
| Mi., 10. September 2025 18:45 Uhr | Bericht         |  |                   | Polyvalent Hall, Bukarest |

| Mi., 10. September 2025 18:45 Uhr | Aalborg Håndbold |  | One Veszprém | Sparekassen Danmark Arena, Aalborg |
| Mi., 10. September 2025 18:45 Uhr |                  |  |              | Sparekassen Danmark Arena, Aalborg |
| Mi., 10. September 2025 18:45 Uhr | Bericht          |  |              | Sparekassen Danmark Arena, Aalborg |

| Do., 11. September 2025 20:45 Uhr | Industria Kielce |  | Kolstad Håndball | Hala Legionów, Kielce |
| Do., 11. September 2025 20:45 Uhr |                  |  |                  | Hala Legionów, Kielce |
| Do., 11. September 2025 20:45 Uhr | Bericht          |  |                  | Hala Legionów, Kielce |

| Do., 11. September 2025 20:45 Uhr | HBC Nantes |  | Füchse Berlin | H Arena, Nantes |
| Do., 11. September 2025 20:45 Uhr |            |  |               | H Arena, Nantes |
| Do., 11. September 2025 20:45 Uhr | Bericht    |  |               | H Arena, Nantes |

| Mi., 17. September 2025 18:45 Uhr | Kolstad Håndball |  | Dinamo Bukarest | Trondheim Spektrum, Trondheim |
| Mi., 17. September 2025 18:45 Uhr |                  |  |                 | Trondheim Spektrum, Trondheim |
| Mi., 17. September 2025 18:45 Uhr | Bericht          |  |                 | Trondheim Spektrum, Trondheim |

| Do., 18. September 2025 18:45 Uhr | One Veszprém |  | HBC Nantes | Veszprém Arena, Veszprém |
| Do., 18. September 2025 18:45 Uhr |              |  |            | Veszprém Arena, Veszprém |
| Do., 18. September 2025 18:45 Uhr | Bericht      |  |            | Veszprém Arena, Veszprém |

| Do., 18. September 2025 18:45 Uhr | Füchse Berlin |  | Aalborg Håndbold | Max-Schmeling-Halle, Berlin |
| Do., 18. September 2025 18:45 Uhr |               |  |                  | Max-Schmeling-Halle, Berlin |
| Do., 18. September 2025 18:45 Uhr | Bericht       |  |                  | Max-Schmeling-Halle, Berlin |

| Do., 18. September 2025 20:45 Uhr | Sporting Lissabon |  | Industria Kielce | Pavilhão João Rocha, Lissabon |
| Do., 18. September 2025 20:45 Uhr |                   |  |                  | Pavilhão João Rocha, Lissabon |
| Do., 18. September 2025 20:45 Uhr | Bericht           |  |                  | Pavilhão João Rocha, Lissabon |

#### Gruppe B
| Pl.                               | Verein               | Sp. | S | U | N | Tore  | Diff. | Punkte |
| --------------------------------- | -------------------- | --- | - | - | - | ----- | ----- | ------ |
| 1.                                | Orlen Wisła Płock    | 0   | 0 | 0 | 0 | 00:00 | ±0    | 00:00  |
| 2.                                | FC Barcelona         | 0   | 0 | 0 | 0 | 00:00 | ±0    | 00:00  |
| 3.                                | Paris Saint-Germain  | 0   | 0 | 0 | 0 | 00:00 | ±0    | 00:00  |
| 4.                                | GOG                  | 0   | 0 | 0 | 0 | 00:00 | ±0    | 00:00  |
| 5.                                | SC Magdeburg         | 0   | 0 | 0 | 0 | 00:00 | ±0    | 00:00  |
| 6.                                | OTP Bank-Pick Szeged | 0   | 0 | 0 | 0 | 00:00 | ±0    | 00:00  |
| 7.                                | RK Zagreb            | 0   | 0 | 0 | 0 | 00:00 | ±0    | 00:00  |
| 8.                                | RK Eurofarm Pelister | 0   | 0 | 0 | 0 | 00:00 | ±0    | 00:00  |
| Quelle: EHF, Stand: 10. Juli 2025 |                      |     |   |   |   |       |       |        |

| Mi., 10. September 2025 20:45 Uhr | SC Magdeburg |  | Paris Saint-Germain | GETEC Arena, Magdeburg |
| Mi., 10. September 2025 20:45 Uhr |              |  |                     | GETEC Arena, Magdeburg |
| Mi., 10. September 2025 20:45 Uhr | Bericht      |  |                     | GETEC Arena, Magdeburg |

| Mi., 10. September 2025 20:45 Uhr | RK Eurofarm Pelister |  | RK Zagreb | Sporthalle Boro Čurlevski, Bitola |
| Mi., 10. September 2025 20:45 Uhr |                      |  |           | Sporthalle Boro Čurlevski, Bitola |
| Mi., 10. September 2025 20:45 Uhr | Bericht              |  |           | Sporthalle Boro Čurlevski, Bitola |

| Do., 11. September 2025 18:45 Uhr | OTP Bank-Pick Szeged |  | Orlen Wisła Płock | Pick Aréna, Szeged |
| Do., 11. September 2025 18:45 Uhr |                      |  |                   | Pick Aréna, Szeged |
| Do., 11. September 2025 18:45 Uhr | Bericht              |  |                   | Pick Aréna, Szeged |

| Do., 11. September 2025 20:45 Uhr | FC Barcelona |  | GOG | Palau Blaugrana, Barcelona |
| Do., 11. September 2025 20:45 Uhr |              |  |     | Palau Blaugrana, Barcelona |
| Do., 11. September 2025 20:45 Uhr | Bericht      |  |     | Palau Blaugrana, Barcelona |

### Play-off-Spiele
In den Play-off-Spielen treten die Teams, die in der Gruppenphase die Plätze 3 bis 6 belegten, über Kreuz gegeneinander in Hin- und Rückspiel an.

### Viertelfinale
Im Viertelfinale treten die acht qualifizierten Teams in K.O.-Spielen mit Hin- und Rückspiel an und ermitteln vier Teilnehmer am EHF Final Four.

### Final Four
Das Final Four findet wie in den vergangenen Jahren in der Lanxess Arena in Köln statt. Hier spielen die vier Sieger des Viertelfinales.